# Leonard Hill
Leonard Hill, właśc. Leonard Franklin Hill (ur. 11 października 1947 w Los Angeles, zm. 7 czerwca 2016 tamże) – amerykański producent telewizyjny i filmowy, deweloper.